# Décès en juin 1965
Décès
- 1961
- 1962
- 1963
- 1964
- 1965
- 1966
- 1967
- 1968
- 1969

Pour une information complémentaire, voir la page d'aide.

| Date    | Nom              | Pays              | Activités                      | Âge | Source |
| ------- | ---------------- | ----------------- | ------------------------------ | --- | ------ |
| 21 juin | Piotr Boutchkine | Drapeau de l'URSS | Peintre russe puis soviétique. | 79  |        |